# دهستان گاماسیاب (صحنه)
دهستان گاماسیاب نام دهستانی در بخش مرکزی شهرستان صحنه، استان کرمانشاه در ایران است که تقریبا نیمی از دشت چمچمال را در برمی‌گیرد.
براساس سرشماری مرکز آمار ایران در سال ۱۳۸۵، جمعیت آن ۶۳۶۵ نفر (۱۴۳۴ خانوار) بوده‌است.